# Legacies (série de televisão)
Legacies (Legados no Brasil) é uma série de televisão estadunidense do tipo drama, criada por Julie Plec, com estréia em 25 de outubro de 2018 no canal The CW, como uma história derivada (spin-off) da série The Originals, que por sua vez é um spin-off de The Vampire Diaries.
A atriz Danielle Rose Russell estrela como a intérprete de Hope Mikaelson, personagem concebida na quarta temporada de The Vampire Diaries. Russell começou a retratar a versão adolescente de Hope na quinta temporada de The Originals. O ator Mattew Davis também estrela a série reprisando o seu papel de Alaric Saltzman, de The Vampire Diaries e baseado nos livros de mesmo nome da autora L. J. Smith.
Em janeiro de 2019, a série foi renovada para uma segunda temporada que estreou em 10 de outubro de 2019. Em janeiro de 2020, a série foi renovada para sua terceira temporada, que estreou em 21 de janeiro de 2021. 
Em Fevereiro de 2021, a série foi renovada para a sua quarta temporada.
Em maio de 2022 a CW anunciou o cancelamento da série após quatro temporadas, pondo fim a 13 anos do universo iniciado por The Vampire Diaries.
No Brasil, a série é exibida pela Warner Channel desde 22 de maio de 2019. A série também se encontra disponível na HBO Max.

## Premissa
Dando continuidade ao universo tradicional de The Vampire Diaries e The Originals, a história foca nos novos seres sobrenaturais e estudantes da Salvatore School for the Young and Gifted na cidade de Mystic Falls na Virginia, incluindo a filha adolescente da Klaus Mikaelson, a tríbrida de bruxa-vampira-lobisomem Hope Andrea Mikaelson, as filhas gêmeas não idênticas de Alaric Saltzman: as bruxas-sifonadoras Lizzie Saltzman e a Josie Saltzman, junto de outros estudantes de diferentes idades que amadurecem do modo mais não convencional possível, nutridos para serem as melhores versões de si próprios, apesar de seus piores impulsos. Serão essas bruxas, vampiros e lobisomens, os heróis que querem ser ou os vilões que nasceram para ser?

## Enredo da história

### Temporada 1
Quando o recém-desencadeado lobisomem Rafael e o seu misterioso irmão adotivo chamado Landon chegando à escola Salvatore na cidade de Mystic Falls na Virgínia. Logo a Lizzie se sente atraída por Rafael, e está disposta a conquistá-lo, porém não percebe que a sua gêmea Josie também se sentiu atraída pelo rapaz. Quando Rafael rejeita as investidas românticas de Lizzie, a bruxa-sifão tem um ataque de raiva que é impulsionado por sua bipolaridade e quase destrói totalmente a cozinha da escola utilizando a magia, sendo ajudada por seu pai, Alaric.
Quando Landon desaparece, faz com que Alaric, Hope e Rafael saiam em busca dele. Enquanto isso, durante o anual jogo de futebol beneficente contra o colégio comum de Mystic Falls High School, o plano de Lizzie e Josie de ficar fora de radar rapidamente começa a descarrilar depois que a ex-namorada de Josie e também bruxa chamada Penélope se envolve.
Por violarem as regras da escola, faz com que Hope, Josie, Lizzie e MG são forçados a participar de um projeto do serviço comunitário na praça central da cidade de Mystic Falls na Virginia. Enquanto isso, a tentativa de Landon e Rafael de serem nômades sem rumos, toma um rumo perigoso quando eles se tornam alvos desavisados de caçadores de lobisomens, até que são salvos por Jeremy Gilbert, um amigo enviado por Alaric para vigiar e proteger os irmãos Rafael e Landon.
No penúltimo episódio, as gêmeas Josie e Lizzie conhecem através do próprio Alaric mais da história por trás dos irmãos gêmeos do Coven Gemini, da cidade de Portland no Oregon, e do que é realmente o feitiço da Fusão dos irmãos gêmeos.
No último episódio, temos as gêmeas Josie e Lizzie, ao lado de Rafael, Kaleb, MG, Pedro e o lobisomem Jed lutando contra os membros da Tríade, para recuperar a Escola Salvatore. Enquanto que Hope vai atrás de Landon na sede das indústrias Tríade, localizada em Fort Valley na Geórgia, acaba com Hope descobrindo que é a única peça possível para a destruição do poço de Malivore de vez.

### Temporada 2
Quase dois meses após Hope se sacrificar se jogando no poço de Malivore, em Fort Valley na Geórgia, na tentativa falha para destruí-lo de vez, Hope consegue retornar à cidade de Mystic Falls na Virgínia, e todos se esquecem da sua existência, inclusive Landon, Alaric, Josie e Lizzie. Os alunos da Escola Salvatore aproveitam os dois meses de verão e as férias das aulas. Rafael ainda está preso na forma de lobo, devido ao medalhão que Hope lhe deu e não consegue retornar a forma humana; até Hope retornar.
Durante o verão, Josie e Landon se aproximam e iniciam uma relação amorosa, apesar de Landon secretamente ter visões, quando mergulha até se afogar envolvendo uma garota misteriosa, que na realidade é a Hope. Enquanto isso, Lizzie após umas semanas na Europa com a mãe a vampira Caroline Forbes, retorna e se esforça para se manter saudável em relação à sua bipolaridade e começa a praticar mais yoga para se controlar.
Quando retorna, Hope está determinada a seguir em frente sozinha e passa a frequentar a escola comum de Mystic Falls High School, usando o nome falso de Hope Marshall, e quando um mostro ameaça os alunos e ela intervém, Hope precisa de apresentar para Alaric como sendo uma caçadora de vampiros. Na escola, ela encontra os irmãos Ethan e Maya (filhos da xerife atual), e Hope é forçada a participar do jogo anual beneficente contra a Escola Salvatore, a sua ex-escola, o que lhe faz reencontrar durante o jogo com Josie, Lizzie, Kaleb, MG e Landon. Lizzie fica encantada com um rapaz misterioso que vê no campus da escola Salvatore, e depois descobre que o seu nome é Sebastian e que ele é um vampiro. Sebastian revela que Lizzie é fisicamente parecida com uma bruxa que ele conheceu chamada Cassandra. MG percebe que Sebastian não é real, e ajuda Lizzie a lidar com isso; porém é revelado que Sebastian está fazendo projeções por isso Lizzie era a única que podia lhe vez, e que o verdadeiro Sebastian físico está preso no porão da escola Salvatore; que conseguiu fazer a proteção graças a umas gotas de sangue que a fonte de sangue anti-magia dos bruxos do Coven Viajantes deixou cair acidentalmente quando era movida de lugar.
Sem alternativas e para salvar a sua família, Josie quebra a ampulheta e é consumida pela magia das trevas que o objeto continha. Devido a isso, Josie consegue encontrar uma saída do mundo prisão ao usar a sua habilidade de bruxa-sifão e drenar a magia de criação do mundo prisão, e leva junto Alaric, Lizzie, a bruxa Wendy e a vampira Jade, deixando o vampiro Sebastian como âncora para o feitiço mundo prisão e o problemático lobisomem Diego para trás. Após a saída de lá, é revelado que o mundo prisão fica instável, devido a Josie ter drenado como sifão grande parte de magia de lá. Após retornar, Josie utiliza magia para lançar um feitiço de limite de prisão para a bruxa Alyssa, a bruxa Wendy e a vampira Jade como detenção. É revelado que Josie ainda está sendo consumida pela magia das trevas secretamente.

## Elenco

### Principal
| Ator                  | Personagem                        | Temporadas | Temporadas   | Temporadas | Temporadas   | Total de Aparições |
| Ator                  | Personagem                        | 1.ª        | 2.ª          | 3.ª        | 4.ª          | Total de Aparições |
| --------------------- | --------------------------------- | ---------- | ------------ | ---------- | ------------ | ------------------ |
| Danielle Rose Russell | Hope Andrea Mikaelson             | Regular    | Regular      | Regular    | Regular      | 67 Eps.            |
| Aria Shahghasemi      | Landon Kirby                      | Regular    | Regular      | Regular    | Regular      | 56 Eps.            |
| Kaylee Bryant         | Josette "Josie" Olivia Saltzman   | Regular    | Regular      | Regular    | Regular      | 51 Eps.            |
| Jenny Boyd            | Elizabeth "Lizzie" Jenna Saltzman | Regular    | Regular      | Regular    | Regular      | 62 Eps.            |
| Quincy Fouse          | Milton "MG" Greasley              | Regular    | Regular      | Regular    | Regular      | 58 Eps.            |
| Peyton Alex Smith     | Rafael Waithe                     | Regular    | Regular      | Regular    | Participação | 25 Eps.            |
| Matt Davis            | Drº Alaric J. "Ric" Saltzman      | Regular    | Regular      | Regular    | Regular      | 67 Eps.            |
| Chris Lee             | Kaleb Hawkins                     | Recorrente | Regular      | Regular    | Regular      | 51 Eps.            |
| Ben Levin             | Jed Tien                          | Recorrente | Recorrente   | Regular    | Regular      | 42 Eps.            |
| Leo Howard            | Ethan Machado                     | —          | Participação | Regular    | Regular      | 28 Eps.            |
| Omono Okojie          | Cleo Sowande                      |            |              | Recorrente | Regular      | 27 Eps.            |

Notas:
1. ↑  Kaylee é creditada regular até o episódio 9 da quarta temporada.
2. ↑  Peyton é creditado regular até o episódio 4 da terceira temporada, porém só aparece até o segundo episódio.
3. ↑  Chris é creditado regular a partir do episódio 9 da segunda temporada.
4. ↑  Omono é creditada regular a partir do episódio 5 da quarta temporada.

### Recorrente
| Ator                 | Personagem          | Temporadas | Temporadas | Temporadas   | Temporadas   |
| Ator                 | Personagem          | 1          | 2          | 3            | 4            |
| -------------------- | ------------------- | ---------- | ---------- | ------------ | ------------ |
| Lulu Antariksa       | Penelope Park       | Recorrente |            |              |              |
| Karen David          | Emma Tig            | Recorrente | Recorrente | Participação | Participação |
| Demetrius Bridges    | Dorian Williams     | Recorrente | Recorrente | Recorrente   | Participação |
| Nick Fink            | Ryan Clarke         | Recorrente | Recorrente | Recorrente   | Participação |
| Ben Geurens          | The Necromancer/Ted | Recorrente | Recorrente | Recorrente   | Recorrente   |
| Reznor Malalik Allen | Pedro               | Recorrente | Recorrente | Participação | Recorrente   |
| Alexis Denisof       | Professor Vardemus  |            | Recorrente |              | Participação |
| Thomas Doherty       | Sebastian           |            | Recorrente |              |              |
| Bianca Santos        | Maya Machado        |            | Recorrente |              | Participação |
| Olivia Liang         | Alyssa Chang        |            | Recorrente | Recorrente   |              |
| Charles Jazz Terrier | Chad                |            | Recorrente | Participação |              |
| Elijah B. Moore      | Wade Rivers         |            | Recorrente | Recorrente   | Recorrente   |
| Courtney Bandeko     | Finch Tarrayo       |            |            | Recorrente   | Recorrente   |
| Zane Phillips        | Ben/Prometheus      |            |            |              | Recorrente   |
| Piper Curda          | Jen/Vulcan          |            |            |              | Recorrente   |
| Luke Mitchell        | Ken                 |            |            |              | Recorrente   |

### Participações Especiais dos Outros Shows
| Ator                  | Personagem                             | Aparições                           | Temporadas   | Temporadas            | Temporadas   | Temporadas            |
| Ator                  | Personagem                             | Aparições                           | 1.ª          | 2.ª                   | 3.ª          | 4.ª                   |
| --------------------- | -------------------------------------- | ----------------------------------- | ------------ | --------------------- | ------------ | --------------------- |
| Zach Roerig           | Matthew G. "Matt" Donovan              | The Vampire Diaries e The Originals | Participação |                       |              |                       |
| Steven R. McQueen     | Jeremy Gilbert                         | The Vampire Diaries                 | Participação |                       |              |                       |
| Jodi Lyn O'Keefe      | Josette "Jo" Laughlin / Josette Parker | The Vampire Diaries                 | Participação |                       |              |                       |
| Jedidiah Goodacre     | Roman Sienna                           | The Originals                       | Participação |                       |              |                       |
| Riley Voelkel         | Freya Mikaelson                        | The Originals                       |              | Participação Especial |              | Participação Especial |
| Chris Wood            | Malachai "Kai" Parker                  | The Vampire Diaries                 |              | Participação Especial |              |                       |
| Candice King          | Caroline Forbes                        | The Vampire Diaries e The Originals |              |                       | Voz          | Participação Especial |
| Summer Fontana        | Hope (criança)                         | The Originals                       |              |                       | Participação | Participação          |
| Claire Holt           | Rebekah Mikaelson                      | The Vampire Diaries e The Originals |              |                       |              | Participação Especial |
| Rebecca Breeds        | Aurora de Martel                       | The Originals                       |              |                       |              | Recorrente            |
| Charles Michael Davis | Marcel Gerard                          | The Vampire Diaries e The Originals |              |                       |              | Participação Especial |
| Nathaniel Buzolic     | Kol Mikaelson                          | The Vampire Diaries e The Originals |              |                       |              | Participação Especial |
| Joseph Morgan         | Klaus Mikaelson                        | The Vampire Diaries e The Originals |              |                       |              | Participação Especial |

Notas:
1. ↑  Apesar de sua voz aparecer no terceiro episódio, King não é creditada por sua aparição.

## Desenvolvimento
Em agosto de 2017, foi anunciado que um spin-off de The Originais com foco em  Hope Mikaelson, filha de Klaus e Hayley, estava em desenvolvimento. Julie Plec, criadora de The Originals e co-criadora de The Vampire Diaries, escreveu o roteiro e é creditada como a criadora da série.
Em janeiro de 2018, foi revelado que as filmagens do piloto entrariam em produção no segundo trimestre de 2018. Foi anunciado em março de 2018 que o spin-off foi de fato pedido um piloto, mas em vez de um piloto tradicional, Plec esta entregando uma apresentação piloto de 15 minutos da série para a CW. Também foi anunciado que o veterano de The Vampire Diaries, o ator Matt Davis seria a estrela no projeto; juntamente com os novos atores confirmados: Aria Shahghasemi, Quincy Fouse, Jenny Boyd e de Kaylee Bryant. Shahghasemi vai estrear na quinta temporada de The Originals como o amigo de Hope, chamado de Landon.
Em 11 de maio de 2018, foi anunciado que o spin-off, intitulado Legacies, foi encomendado para a temporada de televisão de 2018-19, no mesmo dia em que foi revelado que The Originals estava encerrando suas gravações.
As filmagens da série "Legacies" iniciaram-se em 18 de julho de 2018. Em junho de 2018, foi anunciado que a série seria estreada em 25 de outubro de 2018. Em julho de 2018, foi revelado oficialmente durante a San Diego Comic-Con, que Paul Wesley irá dirigir um episódio da primeira temporada de "Legacies", e que o ator Zach Roerig aparecerá na série. Mais tarde, foi revelado que Steven R. McQueen apareceria como Jeremy Gilbert no terceiro episódio da primeira temporada da série.
Em 8 de outubro de 2018, a The CW encomendou três scripts adicionais para a série, elevando a ordem total dos scripts para dezesseis. Em 8 de novembro de 2018, foi anunciado que a emissora havia encomendado mais três episódios para série, elevando assim o total da primeira temporada para 16 episódios.
Em 31 de janeiro de 2019, a CW renovou a série para uma segunda temporada. A segunda temporada estrou em 10 de outubro de 2019.
Em março de 2020, a segunda temporada teve oficialmente o adiamento temporário indeterminado das gravações da trama, por razões de segurança de saúde devido a pandemia mundial do Covid-19. Depois, em julho de 2020 foi confirmado oficialmente que a segunda temporada havia sido "concluída" do último episódio exibido, e que os episódios que faltavam a serem gravados, seriam exibidos como parte da terceira temporada.
Em 10 de Junho de 2021 um dos escritores da série, Brett Matthews revelou que embora originalmente a terceira temporada foi planejada para ter 20 episódios (com quatro episódios movidos da segunda temporada), devido ao início atrasado da temporada e para definir datas regulares de estreia no outono para o canal The CW, a contagem de episódios foi reduzida para 16 episódios novamente. Com isso os primeiros quatro episódios (anteriormente, 3x17-3x20) foram filmados em 24 de junho de 2021 e serão movidos para a Quarta Temporada.
Em 16 de dezembro de 2021, foi anunciado que Kaylee Bryant estaria deixando o show depois de quatros temporadas, e que sua última aparição como regular seria na mid-season finale (4x09).
Foi divulgado em março de 2022, que Charles Michael Davis e Nathaniel Buzolic iriam reprisar seus papéis como Marcel Gerard e Kol Mikaelson no episódio 15 da quarta temporada, juntamente com Claire Holt e Riley Voelkel, reprisando seus papeis como Rebekah Mikaelson e Freya Mikaelson, respectivamente.
Em maio de 2022 a CW anunciou o cancelamento da série após quatro temporadas.
Em junho de 2022 foi revelado que Joseph Morgan iria reprisar seu papel como Niklaus Mikaelson, após quatro anos desde o fim de The Originals, aparecendo no último episódio da série. Candice King também retorna no último episódio da série após sua breve participação na terceira temporada.

## Temporadas
| Temporada | Temporada | Episódios | Episódios | Originalmente exibido | Originalmente exibido |
| Temporada | Temporada | Episódios | Episódios | Estreia da temporada  | Final da temporada    |
| --------- | --------- | --------- | --------- | --------------------- | --------------------- |
|           | 1         | 16        | 16        | 25 de outubro de 2018 | 28 de março de 2019   |
|           | 2         | 16        | 16        | 10 de outubro de 2019 | 26 de março de 2020   |
|           | 3         | 16        | 16        | 21 de janeiro de 2021 | 24 de junho de 2021   |
|           | 4         | 20        | 20        | 14 de outubro de 2021 | 16 de junho de 2022   |

## Episódios

### 1.ª Temporada (2018–2019)
A filha única de Klaus Mikaelson (interpretado por Joseph Morgan) e Hayley Marshall (interpretada por Phoebe Tonkin), a Hope Andrea Mikaelson (interpretada por Danielle Rose Russell) é uma adolescente parte bruxa, parte lobisomem e parte vampira, sendo assim chamada de tríbrida. Ao lado dos filhos de outros seres sobrenaturais que estudam na chamada Salvatore School, Hope tem que amadurecer de uma maneira nada óbvia. Será que esses bruxos, vampiros e lobisomens se tornarão os heróis que desejam ser ou os vilões que nasceram para ser?
| № | Título original (Tradução)                                                                     | Dirigido por        | Escrito por                                                            | Estreia original        | Audiência nos EUA (em milhões) |
| --- | ---------------------------------------------------------------------------------------------- | ------------------- | ---------------------------------------------------------------------- | ----------------------- | ------------------------------ |
| 1 | "This is the Part Where You Run (É A Sua Deixa Para Fugir)"                                    | Chris Grismer       | Julie Plec                                                             | 25 de outubro de 2018   | 1.12                           |
| Sob a orientação do diretor Alaric Saltzman, a próxima geração de seres sobrenaturais na Escola Salvatore para Jovens e Superdotados - incluindo a tribrida Hope Mikaelson, as gêmeas de Alaric Lizzie e Josie, o vampiro superenergético MG, o recém-desencadeado lobisomem Rafael e o misterioso Landon - amadurecem da maneira mais anticonvencional possível, nutrida para ser sua melhor pessoa... apesar de seus piores impulsos.                                                                                 |                                                                                                |                     |                                                                        |                         |                                |
| 2 | "Some People Just Want To Watch The World Burn (Tem Gente Que Só Quer Ver O Mundo Pegar Fogo)" | Michael A. Allowitz | Brett Matthews & Julie Plec                                            | 1 de novembro de 2018   | 1.13                           |
| Alaric, Hope e Rafael alcançam a estrada em busca de Landon, cujo desaparecimento súbito causou algumas suspeitas. Enquanto isso, durante o anual jogo de futebol de bandeira contra o colégio Mystic Falls, o plano de Lizzie e Josie de ficar fora de radar rapidamente começa a descarrilar depois que Penelope se envolve. |                                                                                                |                     |                                                                        |                         |                                |
| 3 | "We're Being Punked, Pedro (É Uma Pegadinha, Pedro)"                                           | Carol Banker        | Julie Plec & Sherman Payne                                             | 8 de novembro de 2018   | 1.09                           |
| Como punição por quebrar as regras, Hope, Lizzie, Josie e MG são forçados a participar de um projeto do serviço comunitário na praça central de Mystic Falls. Enquanto isso, a tentativa de Landon e Rafael de terem uma vida despreocupada na estrada toma um rumo perigoso quando eles se tornam alvos desavisados. Por fim, Alaric percebe que continuar a guardar segredos de seus alunos pode estar causando mais mal do que bem.                                                                                  |                                                                                                |                     |                                                                        |                         |                                |
| 4 | "Hope is Not the Goal (Ela Não É um exemplo)"                                                  | Chris Grismer       | Brett Matthews (História) Bryce Ahart & Stephanie McFarlane (Teleplay) | 15 de novembro de 2018  | 1.08                           |
| Quando dois alunos locais desaparecem, Alaric envia Hope, Lizzie, MG e Landon ao colégio Mystic Falls para investigar. Enquanto isso, Josie ajuda Rafael à ajustar-se em sua nova vida na escola, mas a relutância dele em seguir as regras da alcateia de lobos coloca um alvo em suas costas. Por fim, uma descoberta inquietante coloca Alaric e o Xerife Donovan em conflito um com o outro. |                                                                                                |                     |                                                                        |                         |                                |
| 5 | "Malivore (Malivore)"                                                                          | Michael Karasick    | Thomas Brandon & Penny Cox                                             | 29 de novembro de 2018  | 1.01                           |
| Tensões são crescente entre os alunos depois que Alaric decide dar uma voz a eles formando um conselho honorário. Determinada em saber mais sobre o passado de Landon, Hope faz uma série de testes mágicos nele. Enquanto isso, Alaric e Dorian enfrentam a próxima criatura para descobrir o que ela quer e de onde vem. |                                                                                                |                     |                                                                        |                         |                                |
| 6 | "Mombie Dearest(Zumbizinha Querida)1"                                                          | Geoff Shotz         | Marguerite MacIntyre                                                   | 6 de dezembro de 2018   | 1.18                           |
| Enquanto Lizzie e Josie se preparam para a tão esperada festa de dezesseis anos, Alaric se preocupa com última chegada sobrenatural - uma que chega muito próxima de casa. Em outros lugares, em seu plano mais de recente, Penelope dá uma última chance para MG impressionar Lizzie em seu grande dia, enquanto uma traição inesperada causa tensões entre Hope e Rafael. * ↑1 "Mombie Dearest" é um trocadilho com a palavra "zombie" e uma referência ao filme "Mommie Dearest".                                    |                                                                                                |                     |                                                                        |                         |                                |
| 7 | "Death Keeps Knocking On My Door (A Morte Fica Batendo Na Minha Porta)"                        | Angela Gomes        | Julie Plec                                                             | 13 de dezembro de 2018  | 1.05                           |
| Quando Hope se aprofunda nos livros para saber mais sobre a última criatura a chegar na escola, as coisas tomam uma rumo sombrio e distorcido, deixando-a em confronto com seus medos mais profundos. Enquanto isso, Alaric ajuda Rafael a lidar depois de seu passado voltar para assombrá-lo. |                                                                                                |                     |                                                                        |                         |                                |
| 8 | "Maybe I Should Start From The End (Talvez Eu Deva Começar Do Fim)"                            | Nathan Hope         | Brett Matthews                                                         | 24 de janeiro de 2019   | 1.00                           |
| Após descobrir que Landon está em apuros, Hope e Alaric partem em busca dele. Ao longo do caminho, eles descobrem algumas informações surpreendentes sobre o passado de Landon. |                                                                                                |                     |                                                                        |                         |                                |
| 9 | "What Was Hope Doing in Your Dreams? (O Que Ela Fazia No Seu Sonho?)"                          | Darren Grant        | Penny Cox                                                              | 31 de janeiro de 2019   | 1.00                           |
| Durante a estressante semana de provas, as tentativas de Hope, Rafael, Landon e MG de estudar são interrompidas pela chegada de um novo monstro que alimenta-se de seus piores medos. Enquanto isso, Hope luta com um segredo que vem escondendo de Landon. |                                                                                                |                     |                                                                        |                         |                                |
| 10 | "There's a World Where Your Dreams Came True (Há Um Mundo Onde Seus Sonhos Se Realizaram)"     | John Hyams          | Brett Matthews & Josh Schaer                                           | 7 de fevereiro de 2019  | 1.15                           |
| Após uma estadia na Europa com sua mãe, Lizzie retorna à Mystic Falls e fica cara a cara com alguém que poderia realizar os todos seus desejos - incluindo fazer com que Hope Mikaelson desapareça. |                                                                                                |                     |                                                                        |                         |                                |
| 11 | "We're Gonna Need a Spotlight (Precisaremos De Um Holofote)"                                   | Barbara Brown       | Thomas Brandon & Penny Cox                                             | 21 de fevereiro de 2019 | 0.71                           |
| Quando Alaric decide adiar o anual show de talentos do colégio, Lizzie e Josie ficam determinadas em fazer com que o show aconteça. Enquanto isso, tensões crescem quando os alunos enfrentam uma criatura que diminui suas inibições. Por fim, Alaric decide jogar com Emma. |                                                                                                |                     |                                                                        |                         |                                |
| 12 | "There's A Mummy On Main Street (Há Uma Múmia À Solta)"                                        | Julie Plec          | Marguerite MacIntyre & Sherman Payne                                   | 28 de fevereiro de 2019 | 0.87                           |
| Quando a urna desaparece, Alaric, Hope, Josie, Lizzie, Kaleb, Dorian e Emma pegam a estrada para localizar o artefato antes que a próxima criatura de Malivore apareça. Enquanto isso, Lizzie culpa Hope por todas as férias de primavera que ela arruinou. Finalmente, o grupo se une quando uma quarentena em toda a cidade ameaça expor suas identidades sobrenaturais. |                                                                                                |                     |                                                                        |                         |                                |
| 13 | "The Boy Who Still Has A Lot of Good To Do (O Garoto Que Ainda Tinha Coisas Boas A Fazer)"     | Paul Wesley         | Mark Ryan Wahlberg Bryce Ahart & Stephanie McFarlane (Teleplay)        | 7 de março de 2019      | 0.81                           |
| Quando uma espontânea viagem para visitar os pais de MG deixa ele e Landon desaparecidos, e Rafael aflito e sem alguma lembrança sobre o que aconteceu, Hope, Alaric e Kaleb partem para encontrá-los antes que seja tarde demais. |                                                                                                |                     |                                                                        |                         |                                |
| 14 | "Let's Just Finish the Dance (Vamos Terminar Esta Dança)"                                      | Geoff Shotz         | Sherman Payne                                                          | 14 de março de 2019     | 0.96                           |
| Enquanto o colégio Salvatore se prepara pra sediar o Concurso Miss Mystic Falls, Hope lida secretamente com um trauma recente que está fazendo com que sua mágica não funcione muito bem. Enquanto isso, a chegada inesperada de Roman, um garoto do passado de Hope, faz com que Landon fique em alerta. Em outros lugares, MG luta com as consequências de suas atitudes recentes, enquanto o secreto desejo de Josie em vencer o Miss Mystic Falls fica em segundo plano nos preparativos de Lizzie para o concurso. |                                                                                                |                     |                                                                        |                         |                                |
| 15 | "I'll Tell You a Story (Vou Contar Uma História)"                                              | Tony Solomons       | Thomas Brandon                                                         | 21 de março de 2019     | 1.00                           |
| Quando as consequências das ações de Hope deixam ela e Landon separados, ela pede ajuda de Lizzie para acertar as coisas. Enquanto isso, Landon descobre segredos sobre seu passado enquanto Josie tenta descobrir um segredo que Alaric mantém. |                                                                                                |                     |                                                                        |                         |                                |
| 16 | "There´s Always a Loophole (Sempre Há Uma Brecha)"                                             | Mary Lou Bellucci   | Brett Matthews                                                         | 28 de março de 2019     | 0.92                           |
| Quando um grupo de visitantes indesejados caem sobre o colégio Salvatore, Hope toma frente para manter seus amigos seguros. Enquanto isso, MG descobre um segredo sobre sua mãe e Josie se encontra em uma situação terrível. |                                                                                                |                     |                                                                        |                         |                                |

### 2.ª Temporada (2019–2020)
Em 31 de janeiro de 2019, a The CW renovou a série para uma segunda temporada com estreia para 10 de outubro de 2019. Essa temporada teve um número menor de episódios do que o planejado (faltaram 4 episódios), devido ao adiamento temporário das gravações da trama, por razões de segurança devido a pandemia mundial do Covid-19.
| № | Título original (Tradução)                                                                                              | Dirigido por        | Escrito por                          | Estreia original        | Audiência nos EUA (em milhões) |
| --- | --- | ------------------- | ------------------------------------ | ----------------------- | ------------------------------ |
| 1 | "I'll Never Give Up Hope (Eu nunca vou desistir de ter esperança)"                                                      | Julie Plec          | Brett Matthews & Julie Plec          | 10 de outubro de 2019   | 0.79                           |
| Depois de descobrir que pode haver uma saída para Malivore, Hope se torna mais determinada do que nunca para encontrar o caminho de volta para Mystic Falls. Alaric, que ainda está chateado depois de ter sido tirado como diretor da Escola Salvatore pelo conselho de honra, continua investigando a noite misteriosa em que Malivore foi destruído. Em outros lugares enquanto os estudantes saem para as férias de verão, Landon fica para trás para ficar de olho em Rafael enquanto MG vai para Atlanta com a família de Kaleb. Finalmente, enquanto Lizzie passa o verão na Europa com Caroline, Josie procura resposta sobre o misterioso ascendente que Alaric estava escondendo delas. | |                     |                                      |                         |                                |
| 2 | "This Year Will Be Different (Esse ano vai ser Diferente)"                                                              | Jeffrey Hunt        | Thomas Brandon                       | 17 de outubro de 2019   | 0.81                           |
| Mesmo determinada a seguir em frente com sua vida sozinha, a caçada mais recente de Hope a leva a colidir com o passado que ela está tentando deixar para trás. Enquanto isso, no primeiro dia de volta à escola, o novo status de Landon como cara popular causa tensões com Josie. Em outros lugares, enquanto MG pensa em contar a Lizzie como ele se sente sobre ela, a chegada de um vampiro misterioso coloca um obstáculo em seu plano. Finalmente, quando Alaric se instala em seu novo papel na Mystic Falls High School, os alunos da Escola Salvatore conhecem seu novo diretor. | |                     |                                      |                         |                                |
| 3 | "You Remind Me of Someone I Used to Know (Você me lembra alguém que eu costumava conhecer)"                             | Michael Allowitz    | Brett Matthews & Adam Higgs          | 24 de outubro de 2019   | 0.84                           |
| A Escola Salvatore se prepara para seu jogo anual de futebol contra a Mystic Falls High, enquanto o último monstro a chegar à cidade põe seus olhos em um dos estudantes. O relacionamento de Landon e Josie é posto à prova quando uma jogadora do time adversário chama sua atenção. Em outros lugares, Lizzie pede a ajuda de MG para aprender mais sobre Sebastian, e Alaric enfrenta o professor Vardemus. | |                     |                                      |                         |                                |
| 4 | "Since When do you Speak Japanese? (Desde quando você fala Japonês?)"                                                   | Geoffrey Wing Shotz | Penny Cox                            | 7 de novembro de 2019   | 0.78                           |
| Quando um samurai aparece em Mystic Falls à procura de um demônio que possui suas vítimas, Josie lidera a investida para defender seus amigos da ira do demônio. Enquanto isso, Landon e Rafael se dirigem para Mystic Falls High na esperança de aprender mais sobre a misteriosa Hope; MG fica em conflito com um segredo que ele descobriu sobre o novo amigo vampiro de Lizzie, Sebastian; e, finalmente, assim que Alaric deixa sua guarda baixa em torno da nova xerife da cidade, um confronto com um demônio o obriga a reavaliar suas prioridades. | |                     |                                      |                         |                                |
| 5 | "Screw Endgame (Dane-se o Fim de Jogo)"                                                                                 | Barbara Brown       | Brett Matthews & Thomas Brandon      | 14 de novembro de 2019  | 0.86                           |
| Enquanto a Escola Salvatore se prepara para sua próxima dança de década temática dos anos 80, Hope e Lizzie se encontra presas dentro de um labirinto sem fim com um monstro em sua trilha. Enquanto isso, Josie e Landon decidem se devem ou não levar seu relacionamento para o próximo nível. Em outro lugar, MG pede os conselhos de Kaleb sobre o que fazer sobre Sebastian, enquanto Rafael se esforça para se adaptar à sua vida de volta à escola. | |                     |                                      |                         |                                |
| 6 | "That's Nothing I Had to Remember (Não existe nada Para lembrar)"                                                       | Bola Ogun           | Adam Higgs & Josh Eiserike           | 21 de novembro de 2019  | 0.86                           |
| Quando um monstro em busca da verdade chega em Mystic Falls durante o Dia da Commonwealth, Hope Mikaelson e Elizabeth Saltzman temem que os segredos que elas têm mantido as tornem alvos. Enquanto isso, MG, Kaleb e Kym procuram um aliado improvável, que pode ter conhecimento sobre como derrubar o último monstro. Finalmente, Freya recebe uma visita inesperada de um dos Estudantes da Escola Salvatore. | |                     |                                      |                         |                                |
| 7 | "It Will All Be Painfully Clear Soon Enough (Será dolorosamente claro em breve)"                                        | Lauren Petzke       | Jimmy Mosqueda & Cynthia Adarkwa     | 5 de dezembro de 2019   | 0.86                           |
| Depois de decidir que sair da cidade seria o melhor, Hope é puxada de volta depois que Josie inventa um plano arriscado para fechar o portal para Malivore. Em outros lugares, Alaric e Dorian fazem uma descoberta alarmante sobre o Professor Vardemus, enquanto Rafael aprende algumas notícias perturbadoras sobre o futuro de Landon. | |                     |                                      |                         |                                |
| 8 | "This Christmas Was Surprisingly Violent (Esse natal foi surpreendemente violento)"                                     | Brett Matthews      | Brett Matthews & Hannah Rosner       | 12 de dezembro de 2019  | 0.93                           |
| Hope une forças com um aliado improvável para derrubar um monstro de Natal, que está usando o elogio do feriado para se infiltrar na Escola Salvatore. Em outros lugares, Landon surpreende Rafael com notícias sobre sua linhagem familiar, e Sebastian acompanha Lizzie em sua última missão. | |                     |                                      |                         |                                |
| 9 | "I Couldn't Have Done This Without You (Eu não poderia ter feito isso sem você)"                                        | Carl Seaton         | Thomas Brandon & Hannah Rosner       | 16 de janeiro de 2020   | 0.72                           |
| De volta e pronto para causar destruição, o plano de vingança do Necromancer contra Malivore tem uma mudança de planos quando ele percebe agora é humano e sem poderes. Para se acertar com Josie, Hope se oferece para ajudar a descobrir mais sobre a mora miserium. Enquanto isso, Alaric pede ajuda a Landon para descobrir se Sebastian é um perigo para a escola. | |                     |                                      |                         |                                |
| 10 | "This is Why We Don't Entrust Plans to Muppet Babies (É por isso que não confiamos planos aos muppets babies)"          | America Young       | Adam Higgs & Josh Eiserik            | 23 de janeiro de 2020   | 0.71                           |
| Enquanto as bruxas da Escola Salvatore se reúnem para celebrar o Dia do Coven, o último monstro a se infiltrar na escola tem como alvo Alyssa Chang, e os outros estudantes, espalhando e criando discórdia entre os covens. Enquanto isso, Alaric, Josie e Lizzie procuram uma solução que mantenha Josie a salvo da magia negra que se forma dentro da ampulheta. Cansado de sentir-se impotente ao lado de Hope, London pede que ela lhe dê treinamento de autodefesa. Finalmente, o passado de Alaric Saltzman volta a assombra-lo. | |                     |                                      |                         |                                |
| 11 | "What Cupid Problem? (Qual o problema do cupido?)"                                                                      | Darren Grant        | Penny Cox & Cynthia Adarkwa          | 30 de janeiro de 2020   | 0.86                           |
| Depois de descobrir que Josette, Elizabeth e Alaric estão em perigo, Hope lidera para salva-los. Enquanto isso, Landon vê a oportunidade de ficar de olho no novo monstro e provar que ele tem utilidade. Em outro lugar, MG tem sua tentativa de primeiro encontro perfeito com Kym transformada em um desastre quando Hope escolhe ele para ajuda-la no plano. | |                     |                                      |                         |                                |
| 12 | "Kai Parker Screwed Us (Kai Parker nos prejudicou)"                                                                     | Angela Barnes Gomes | Brett Matthews & Thomas Brandon      | 6 de fevereiro de 2020  | 0.62                           |
| Quando uma série de eventos leva Josie, Lizzie e Alaric Saltzman para o mundo prisão, eles ficam cara a cara com seu tio malvado Kai Parker. | |                     |                                      |                         |                                |
| 13 | "You Can’t Save Them All (Você não pode salvar a todos)"                                                                | Jeffrey G. Hunt     | Brett Matthews & Thomas Brandon      | 13 de fevereiro de 2020 | 0.63                           |
| Hope Mikaelson se encontra numa luta contra o tempo conforme a ameaça da profecia se aproxima e a pressão em salvar os Saltzmans aumenta. Enquanto isso, a tentativa de Alaric de manter sua família segura o leva a tomar uma difícil decisão. | |                     |                                      |                         |                                |
| 14 | "There’s a Place Where the Lost Things Go (Há um lugar para onde as coisas perdidas vão)"                               | Michael Karasick    | Brett Matthews & Mark Ryan Walberg   | 12 de março de 2020     | 0.52                           |
| Para resolver um trauma recente, Emma sugere que os alunos participem de uma simulação em grupo que os transporta para um mundo cinematográfico. Hope, Josie, Lizzie, MG e Rafael aprendem rapidamente que precisam enfrentar seus conflitos de frente ou correr o risco de enfrentar as consequências catastróficas do jogo. | |                     |                                      |                         |                                |
| 15 | "Life Was So Much Easier When I only cared about Myself (A vida era muito mais fácil quando eu só me importava comigo)" | Lauren Petzke       | Adam Higgs & Jimmy Mosqueda          | 19 de março de 2020     | 0.66                           |
| Quando as coisas tem uma virada sombria no aniversário de 17 anos das gêmeas, Lizzie é deixada para tomar uma decisão difícil. Enquanto isso, Hope toma medidas drásticas quando ela e Alaric estão tentando lidar com as situações envolvendo Josie. Finalmente, Rafael faz uma descoberta surpreendente. | |                     |                                      |                         |                                |
| 16 | "Facing Darkness is Kinda My Thing (Enfrentar a escuridão é meio que minha coisa)"                                      | Michael Karasick    | Thomas Brandon & Sylvia Batey Alcalá | 26 de março de 2020     | 0.67                           |
| Em uma corrida para salvar Josie Saltzman, Hope Mikaelson infiltra seu subconsciente, e se encontra em um mundo de conto de fadas, coberto por magia do mal. | |                     |                                      |                         |                                |

### 3.ª Temporada (2021)
A terceira temporada da série estreou oficialmente em janeiro de 2021, e conta com a continuação das aventuras de Hope Mikaelson e seus amigos na Escola Salvatore.
| № | Título original (Tradução) | Dirigido por              | Escrito por                     | Estreia original        | Audiência nos EUA (em milhões) |
| --- | --- | ------------------------- | ------------------------------- | ----------------------- | ------------------------------ |
| 1 | "We’re Not Worthy (Nós Não Somos Dignos)"                                                                                            | Jeffrey G. Hunt           | Penny Cox & Cynthia Adarkwa     | 21 de janeiro de 2021   | 0.69                           |
| A fim de controlar algumas urgências na escola, Alaric envia os alunos para fora do campus para seu primeiro dia de campo. | |                           |                                 |                         |                                |
| 2 | "Goodbyes Sure Do Suck (Despedidas São Uma Droga)"                                                                                   | Eric Dean Seaton          | Benjamin Raab & Deric A. Hughes | 28 de janeiro de 2021   | 0.71                           |
| A equipe fica a par de notícias arrasadoras; Alaric pede ajuda a Mac para colocar coisas em ordem. | |                           |                                 |                         |                                |
| 3 | "Salvatore: The Musical! (Salvatore: O Musical!)"                                                                                    | Jason Stone               | Thomas Brandon                  | 4 de fevereiro de 2021  | 0.62                           |
| Os alunos se preparam para apresentar um musical sobre a fundação da Escola Salvatore a mando de seu misterioso novo orientador. Landon se dedica a escrever o musical, enquanto Lizzie, Josie, Kaleb e Jed mergulham em seus papéis.                  | |                           |                                 |                         |                                |
| 4 | "Hold on Tight (Segura Firme)" | Jeffrey Hunt              | Brett Matthews                  | 11 de fevereiro de 2021 | 0.63                           |
| A turma se une quando o último movimento de Necromancer libera mais do que qualquer um esperava. | |                           |                                 |                         |                                |
| 5 | "This Is What It Takes (Isso é o que é Preciso)"                                                                                     | Jeffrey Hunt Darren Grant | Brett Matthews                  | 18 de fevereiro de 2021 | 0.52                           |
| Depois de um desaparecimento, Alaric sugere que Hope vá para a caixa de terapia, levando-a até um jogo distorcido ambientado em um filme de terror de acampamento de verão; a tentativa de Lizzie de passar algum tempo com MG não sai como planejado. | |                           |                                 |                         |                                |
| 6 | "To Whom It May Concern (A Quem Possa Interessar)"                                                                                   | Lauren Petzke             | Thomas Brandon                  |                         |                                |
| Depois do êxodo repentino do corpo estudantil, Alaric e o esquadrão tentam recrutar desesperadamente novos alunos para manter o fluxo da escola. | |                           |                                 |                         |                                |
| 7 | "Yup, It's a Leprechaun, All Right (Sim, é um Leprechaun, Tudo Bem)"                                                                 | Tony Griffin              | Penny Cox & Cynthia Adarkwa     |                         |                                |
| Lizzie propõe organizar uma arrecadação de fundos para a escola; Cleo ajuda Hope a lidar com seus sentimentos; MG pede ajuda a Alyssa; um duende aparece e pode mudar a sorte da escola.                                                               | |                           |                                 |                         |                                |
| 8 | "Long Time, No See (Quanto Tempo Não Te Vejo)"                                                                                       | Geoffrey Wing Shotz       | Benjamin Raab & Deric A. Hughes |                         |                                |
| Hope coloca um plano arriscado em movimento, sem se preocupar com as consequências; Kaleb, Cleo e Alaric unem forças contra um monstro. | |                           |                                 |                         |                                |
| 9 | "Do All Malivore Monsters Provide This Level of Emotional Insight? (Todos os Monstros de Malivore Geram Essa Maturidade Emocional?)" | Barbara Brown             | Brett Matthews & Adam Higgs     |                         |                                |
| A chegada de um monstro obriga Hope e Lizzie a colocar suas diferenças de lado para derrotá-lo; Alaric inventa uma desculpa para ficar de olho em Josie.                                                                                               | |                           |                                 |                         |                                |
| 10 | "All's Well That Ends Well (Bem Está O Que Bem Acaba)"                                                                               | Jeffrey Hunt              | Thomas Brandon & Price Peterson |                         |                                |
| Depois de capturar um novo monstro na escola, Hope e seus amigos fazem descobertas terríveis; uma visita surpresa de Lizzie dá a Josie a coragem necessária; MG e Ethan se unem para ajudar os outros.                                                 | |                           |                                 |                         |                                |
| 11 | "You Can't Run from Who You Are (Não Pode Fugir de Quem Você É)"                                                                     | Trevor E.S. Juarez        | Adam Higgs & Hannah Rosner      |                         |                                |
| Depois de receber alguma inspiração de Cleo, Hope e Landon partem em uma nova missão. Porém, a missão dá uma guinada inesperada, e Josie e Wade entram em cena para ajudar; Lizzie pede a ajuda de MG para aprender mais sobre Finch.                  | |                           |                                 |                         |                                |
| 12 | "I Was Made to Love You (Fui Feito Para te Amar)"                                                                                    | Michael Allowitz          | Brett Matthews                  |                         |                                |
| A suspeita de Hope aumenta depois que Wade compartilha algumas notícias surpreendentes com ela; para descobrir os segredos de um misterioso artefato, Alaric deve trabalhar com um inimigo de seu passado; MG é forçado a tomar uma decisão difícil.   | |                           |                                 |                         |                                |
| 13 | "One Day You Will Understand (Um Dia Você Vai Entender)"                                                                             | Bola Ogun                 | Cynthia Adarkwa                 |                         |                                |
| Diante de uma difícil decisão em relação a um de seus alunos, Alaric olha para Kaleb e Josie para ver a perspectiva deles. | |                           |                                 |                         |                                |
| 14 | "This Feels a Little Cult-y (Isso Parece um Culto)"                                                                                  | America Young             | Penny Cox                       |                         |                                |
| Em uma tentativa de controlar algumas das emoções negativas de Hope, Josie sugere que eles se juntem a Lizzie em um retiro de bem-estar para bruxas; Alaric e Dorian se juntam depois de saber que MG pode estar em apuros.                            | |                           |                                 |                         |                                |
| 15 | "A New Hope (Uma Nova Esperança)" | Brett Matthews            | Brett Matthews & Thomas Brandon |                         |                                |
| Presas em uma alucinação, Hope, Josie e Lizzie são forçadas a encontrar o caminho para sair de um pesadelo de ficção científica; Alaric envia MG, Kaleb e Jed em uma missão de construção de equipes.                                                  | |                           |                                 |                         |                                |
| 16 | "Fate's a Bitch, Isn't It? (O Destino é uma Droga, Não É?)"                                                                          | Jeffrey Hunt              | Benjamin Raab & Deric A. Hughes | 24 de junho de 2021     |                                |
| Hope é forçada a trabalhar com alguém de seu passado; Kaleb e MG vão para sua primeira missão oficial como super-heróis; o plano de Lizzie para encontrar um novo relacionamento para Hope dá uma reviravolta.                                         | |                           |                                 |                         |                                |